# Ignasi M. Folch i Torres
Ignacio M. Folch i Torres (1883-1927), fue escritor y periodista español.
Fundó las revistas Futurismo, Actualitats y la Asociación de Amigos de la Música. Entre 1919 y 1924 fue director de la revista D'Ací i d'Allà.
Entre sus obras en el campo de la narración destacan:
- Els adéus
- Idol vivent
- Vides humils
- Les duess germanes

También escribió para el teatro:
- Mal d'amor
- Per damunt les boires